# Ili Turki

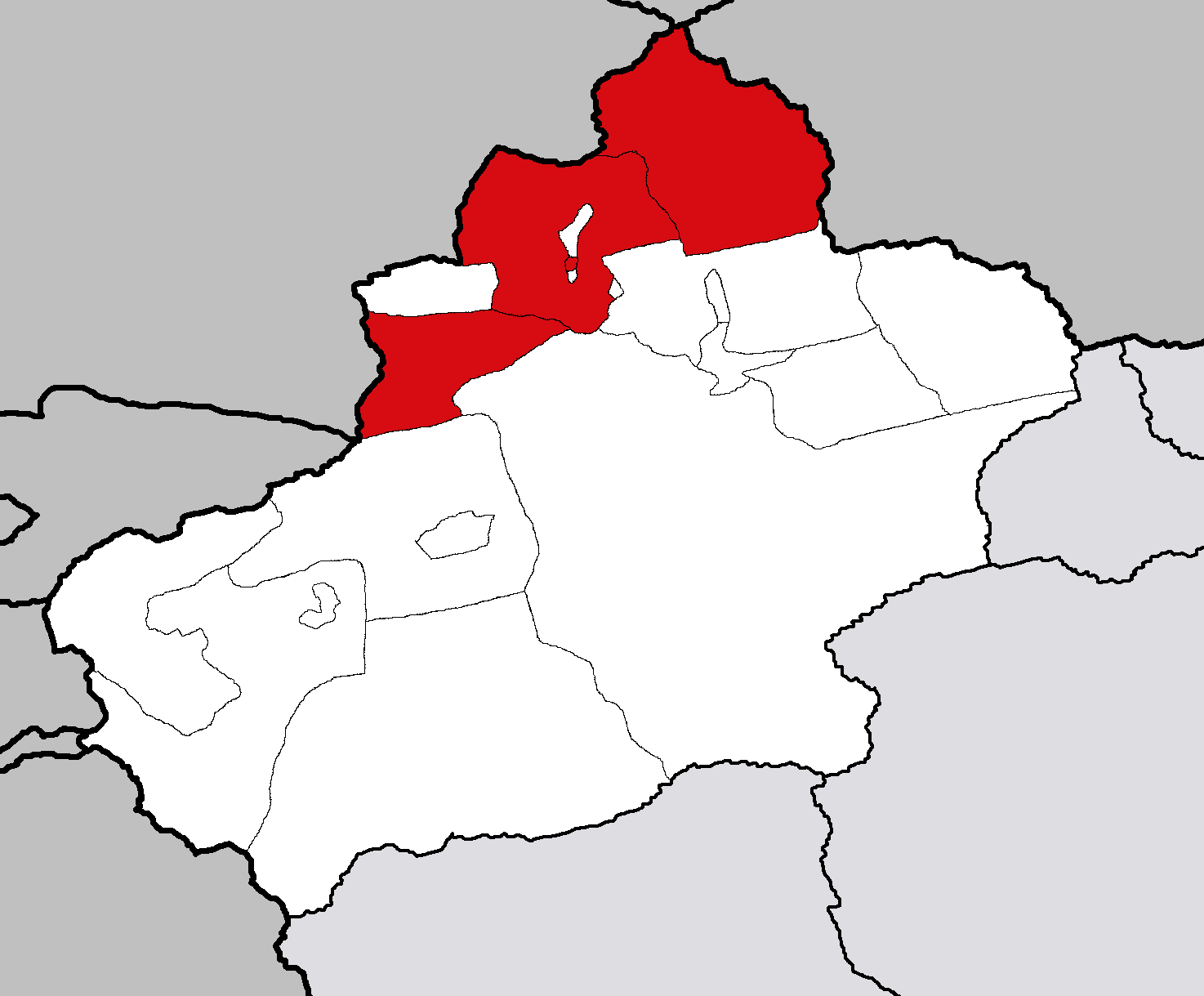
Der Bezirk Ili in China

Ili Turki (oder Ili-Uighurisch) ist ein in Xinjiang und Kasachstan gesprochener Dialekt des Uighurischen („Eastern Turki“). Das Uighurische gehört zum uighurischen/südosttürkischen Zweig der Turksprachen. Mit 140 Muttersprachlern (überwiegend Erwachsene) ist Ili-Uighurisch ein vom Aussterben bedrohter Dialekt. Eine alte Sprachvariante ist auch das Sahjalmi. Das Sprachgebiet befindet sich überwiegend im Kasachischen Autonomen Bezirk Ili und im Nordosten Kasachstans.